# Leocomia gracilis
Leocomia gracilis är en insektsart som beskrevs av Metcalf och Bruner 1944. Leocomia gracilis ingår i släktet Leocomia och familjen spottstritar. Inga underarter finns listade i Catalogue of Life.